# Rue Camille-Desmoulins (Paris)
Pour les articles homonymes, voir Rue Camille-Desmoulins.
La rue Camille-Desmoulins est une voie située dans le quartier de la Roquette du 11e arrondissement de Paris, en France.

## Situation et accès
Longue de 204 mètres, elle commence au 8, place Léon-Blum et finit au 13, rue Saint-Maur et au 19, rue Pache.
La rue Camille-Desmoulins est accessible par la ligne 9 à la station Voltaire.

## Origine du nom

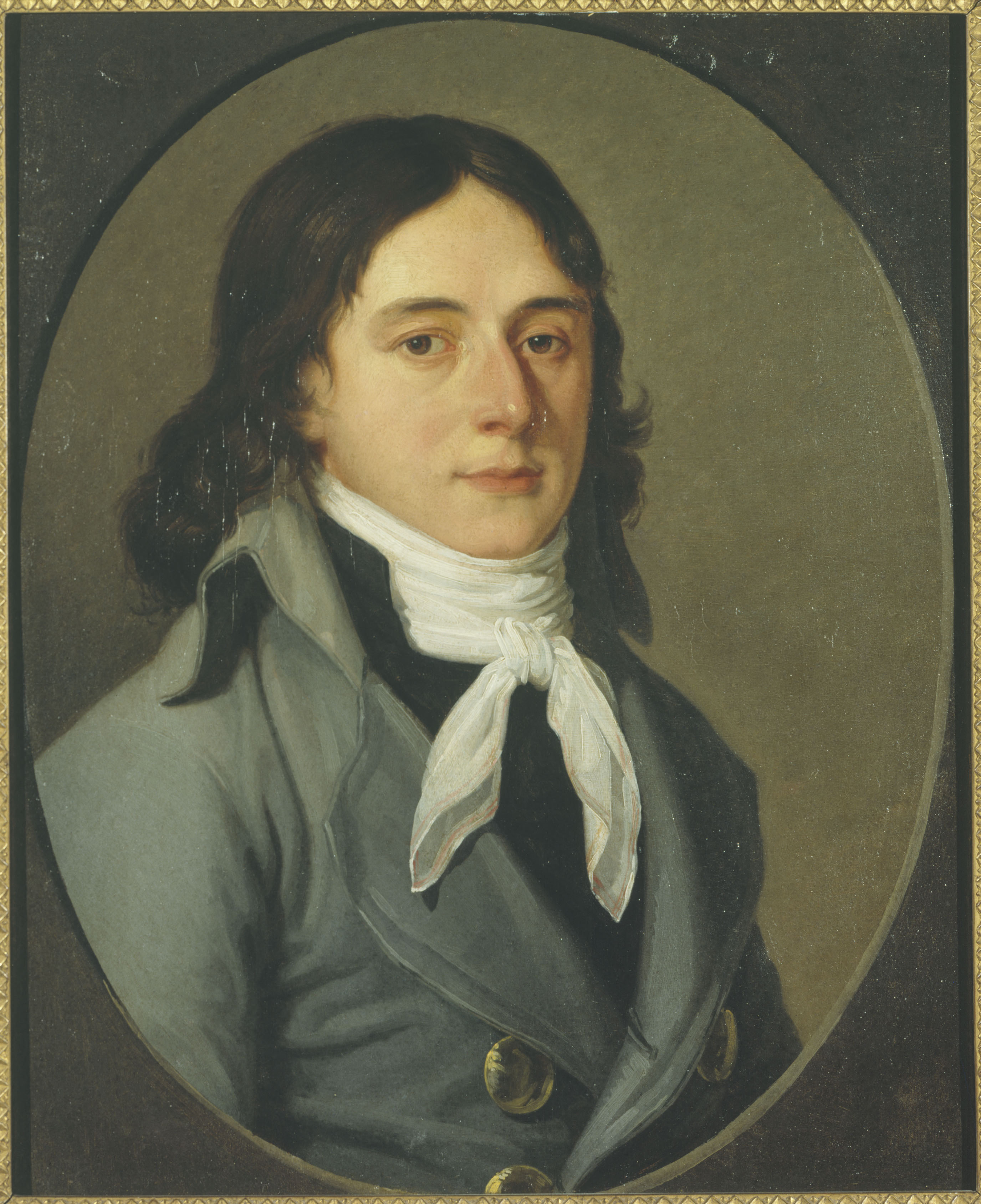
Camille Desmoulins.

Elle porte le nom du journaliste, homme politique et acteur de la Révolution française, Camille Desmoulins (1760-1794).

## Historique
La rue a été ouverte par tronçons successifs : 
- en 1883, entre les rues Pétion et Saint-Maur ; elle prend sa dénomination actuelle par arrêté du 3 décembre 1885 ;
- en 1910, pour la partie située entre la cité Industrielle et la rue Pétion ;
- en 1937, sur une longueur de 6 mètres environ, avant la cité Industrielle.

## Bâtiments remarquables et lieux de mémoire
- La rue débouche sur la mairie du 11e arrondissement de Paris.